# Neil Boshart
Neil Boshart (Burnaby, ...) è un chitarrista canadese, membro dei Silverstein dal 2001 al 2012.

## Carriera musicale
La sua prima chitarra, una Ibanez Silver Cadet nera, è un regalo dei genitori quando a 13 ottiene il diploma del grade 8.
Inizia a suonare in una band locale chiamata Maharahj, poi entra a far parte dei Silverstein nel 2001 per sostituire Richard McWalter, intenzionato a portare avanti i suoi studi di ingegneria. Il suo avvento porta un netto cambiamento verso un sound più pesante nel gruppo, ispirandosi anche alla musica metal. Con la band pubblica l'EP autoprodotto When the Shadows Beam, con il quale ottengono un contratto dalla Victory Records. Neil ha dichiarato di trovare riprovevoli le canzoni dei primi due EP della band.
Con la Victory, nel 2003 pubblicano il loro primo album, When Broken Is Easily Fixed, con il quale cominciano a farsi notare all'interno della scena emo. È tuttavia con l'album successivo, Discovering the Waterfront, uscito nel 2005, che la band ottiene il successo, grazie a canzoni come Smile in Your Sleep e My Heroine che ottengono un notevole esito in tutto il mondo. Dopo una compilation uscita nel 2006 che include i primi due EP della band, dal nome 18 Candles: The Early Years, nel 2007 viene pubblicato il molto atteso nuovo album, Arrivals & Departures. L'album, tuttavia, dopo un buon esordio in classifica, non riesce a ripetere il successo del precedente lavoro e per molti fan rimane una delusione. Il cantante della band Shane Told ha parzialmente spiegato questo fatto dicendo che uno dei fattori che hanno portato a non ripetere l'esito di Discovering the Waterfront è stata la scelta del produttore (Mark Trombino). Registrare a Los Angeles è stata una fonte di continua distrazione per la band e Trombino ha voluto concludere le registrazioni con ritmi molto serrati, creando un clima generale abbastanza negativo. Nello stesso anno Josh si lascia con la sua ragazza, con la quale aveva un rapporto da 6 anni.
Nel 2009 la band torna in studio per registrare A Shipwreck in the Sand, un concept album che viene molto bene accolto dai fan e dalla critica e che lascia molto più soddisfatta la band stessa rispetto al precedente lavoro. L'anno successivo viene anche pubblicato un DVD (Decade (Live at the El Mocambo)), registrato in occasione di quattro show suonati a Toronto (uno per ogni album) in occasione dei 10 anni della band. Sempre nel 2010, i Silverstein hanno lasciato la Victory Records dopo 8 anni e firmato un contratto per due album con la Hopeless Records. La spiegazione di questa scelta sta nel fatto che, secondo la band, alla Victory erano interessati unicamente a vendere album, senza dare la possibilità alla band di fare quello che realmente voleva fare, mentre alla Hopeless l'aspetto economico, pur importante, si affianca a quello del divertimento e la band è libera al 100% di fare la musica che vuole e come vuole. Inoltre, la band ha firmato un contratto per il Canada con la Universal. Il gruppo aveva dei legami d'amicizia con i rappresentanti delle due case discografiche da molti anni.
Con la nuova etichetta viene pubblicato un EP chiamato Transitions, che prepara l'uscita del quinto album Rescue, nel 2011, seguito nel gennaio 2012 dal mini-album Short Songs, composto da 11 canzoni della durata di un minuto e 30 o meno scritte dai Silverstein, più altre 11 cover dalle simili caratteristiche. Si tratta dell'ultimo album studio realizzato con la band, perché il 24 settembre il gruppo annuncia che Neil non fa più parte della band e che al suo posto è stato chiamato Paul Marc Rousseau, ex I Am Committing a Sin e già turnista per la band. Il frontman Shane Told ha spiegato che Boshart stava andando in una direzione diversa da quella della band, sia musicalmente, sia in termini di disponibilità per gli intensi tour del gruppo, ed è per questo che il resto della band ha deciso di sostituirlo. Il cantante ha anche sottolineato come Boshart abbia contribuito a Short Songs scrivendo solamente una canzone su 11. Successivamente la band ha spiegato che le relazioni con Neil erano tese già da diverso tempo, e avevano toccato il culmine durante un concerto a Praga nel 2011 in cui Neil e Paul erano giunti alle mani nel backstage mentre Shane eseguiva Replace You in acustico. Per tutti i restanti tour del 2011 il rapporto tra Neil e la band è rimasto problematico, e al termine di un tour in Asia a inizio 2012, quando la band ha iniziato a scrivere il nuovo album, ha constatato che scrivere musica con Neil era ormai diventato impossibile perché questi era poco interessato alla band e portava un atteggiamento negativo. Da qui la decisione di sostituirlo.

## Discografia

### Con i Silverstein
- 2002 - When the Shadows Beam (EP)
- 2003 - When Broken Is Easily Fixed
- 2005 - Discovering the Waterfront
- 2006 - 18 Candles: The Early Years (compilation)
- 2007 - Arrivals & Departures
- 2009 - A Shipwreck in the Sand
- 2010 - Decade (Live at the El Mocambo) (live)
- 2010 - Transitions (EP)
- 2011 - Support Your Local Record Store (EP)
- 2011 - Rescue
- 2012 - Short Songs